# Milton Wynants
Milton Ariel Wynants Vázquez (Paysandú, 17 de maig del 1969) va ser un ciclista uruguaià que va combinar tant la ruta com la pista, on va aconseguir els majors èxits.
Guanyador d'una medalla de plata als Jocs Olímpics de Sydney, en Puntuació, també va aconseguir el mateix metall als Campionats del món de l'especialitat. En ruta destaca les seves victòries a la Rutas de América i a la Volta a l'Uruguai, proves de l'UCI Amèrica Tour.

## Palmarès en pista
- 2000
  -  Medalla d'or als Jocs Olímpics de Sydney en puntuació
- 2003
  - Medalla d'or als Jocs Panamericans en Puntuació

### Resultats a laCopa del Món
- 2002
  - 1r a Monterrey, en Puntuació

## Palmarès en ruta
- 1996
  - 1r a la Volta a l'Uruguai i vencedor d'una etapa
- 1997
  - Vencedor d'una etapa a la Volta a l'Uruguai
- 1998
  - 1r a la Rutas de América
- 2003
  - Medalla d'or als Jocs Panamericans en Ruta
  - Vencedor d'una etapa a la Volta a l'Uruguai
- 2005
  - Vencedor d'una etapa a la Volta a l'Uruguai
- 2006
  - Vencedor d'una etapa a la Rutas de América
- 2007
  - 1r a la Rutas de América
  - Vencedor d'una etapa a la Volta a l'Uruguai